# Invalidmonumentet
Invalidmonumentet är ett krigsmonument på Norra Kyrkogården i Trelleborg, skapat av Axel Ebbe och invigt 1926.

## Bakgrund
1915 tog Röda korset i Sverige initiativet att förhandla om utbyte av fångar från första världskriget mellan Ryssland och Tyskland via Trelleborg på grund av stadens fördelaktiga geografiska läge. Via hamnen i Trelleborg kom 63 463 krigsfångar att utväxlas, från den 12 augusti 1915 fram till krigsslutet tre år senare. Majoriteten var ryssar (35 742 människor), följt i antal av österrikiska-ungrare (22 123), tyskar (3 717) och turkar (428). Många av krigsfångarna var svårt skadade och somliga avled i Trelleborg. G.P. Quist (legendarisk journalist i Trelleborgs Tidningen) och häradshövdingen Frans Malmros bland annat startades en insamling i Malmöhus län. Monumentet invigdes den 30 oktober 1926. Bland de tusentals medborgare i Trelleborg som var närvarande vid invigningen fanns också den tyska ministern i Stockholm, von Rosenberg, och presidenten för det tyska Röda korset, von Winterfeldt-Menkin. En del av dessa krigsfångar som avled i staden fick sin grav i Trelleborg och vilar idag under Invalidmonumentet.

## Monumentet
Det rör sig om en hög stenpelare uppe på en gravkulle. Vid foten ligger en fallen bronsörn och på toppen ses en örn som uttrycker sorg i form av ett stumt skri. På ena sidan av stenpelaren är den inskriven "Längtan blev deras arvedel". Och på andra sidan, "Åt minnet av de krigsmän som på hemväg ur fångenskap här funno sin grav 1915-1918".

## Galleri

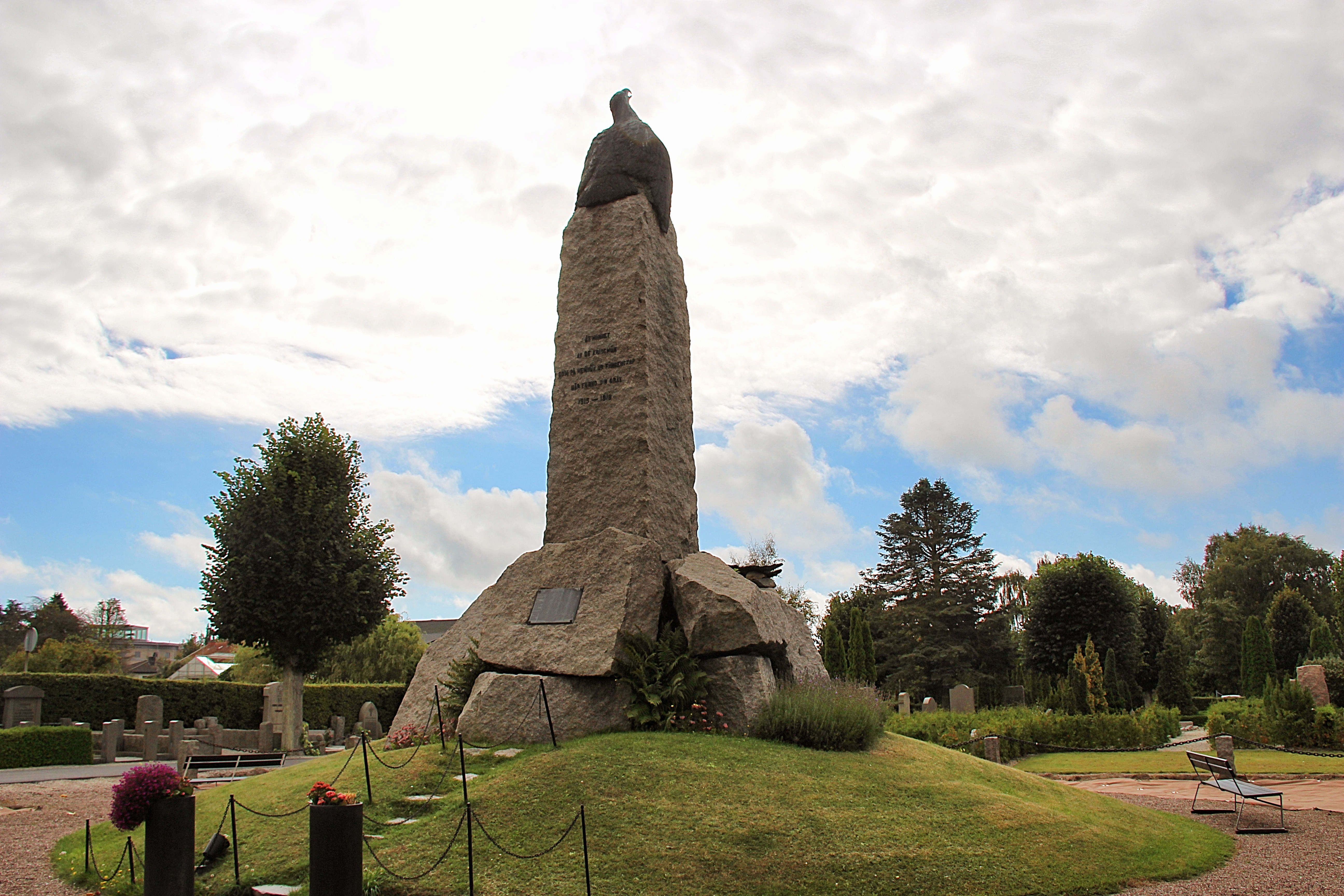
Invalidmonumentet
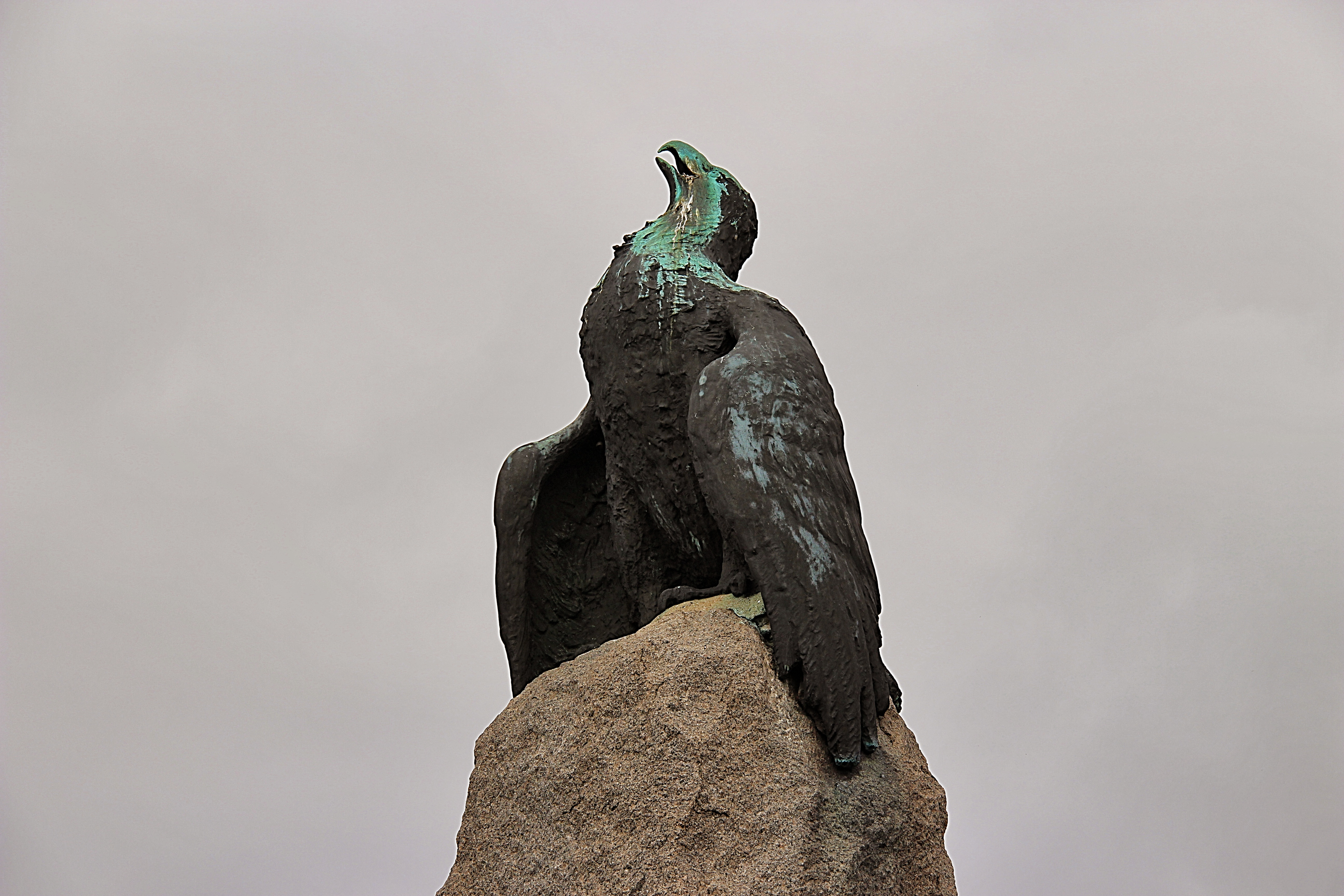
Örn som uttrycker sorg i form av ett stumt skri
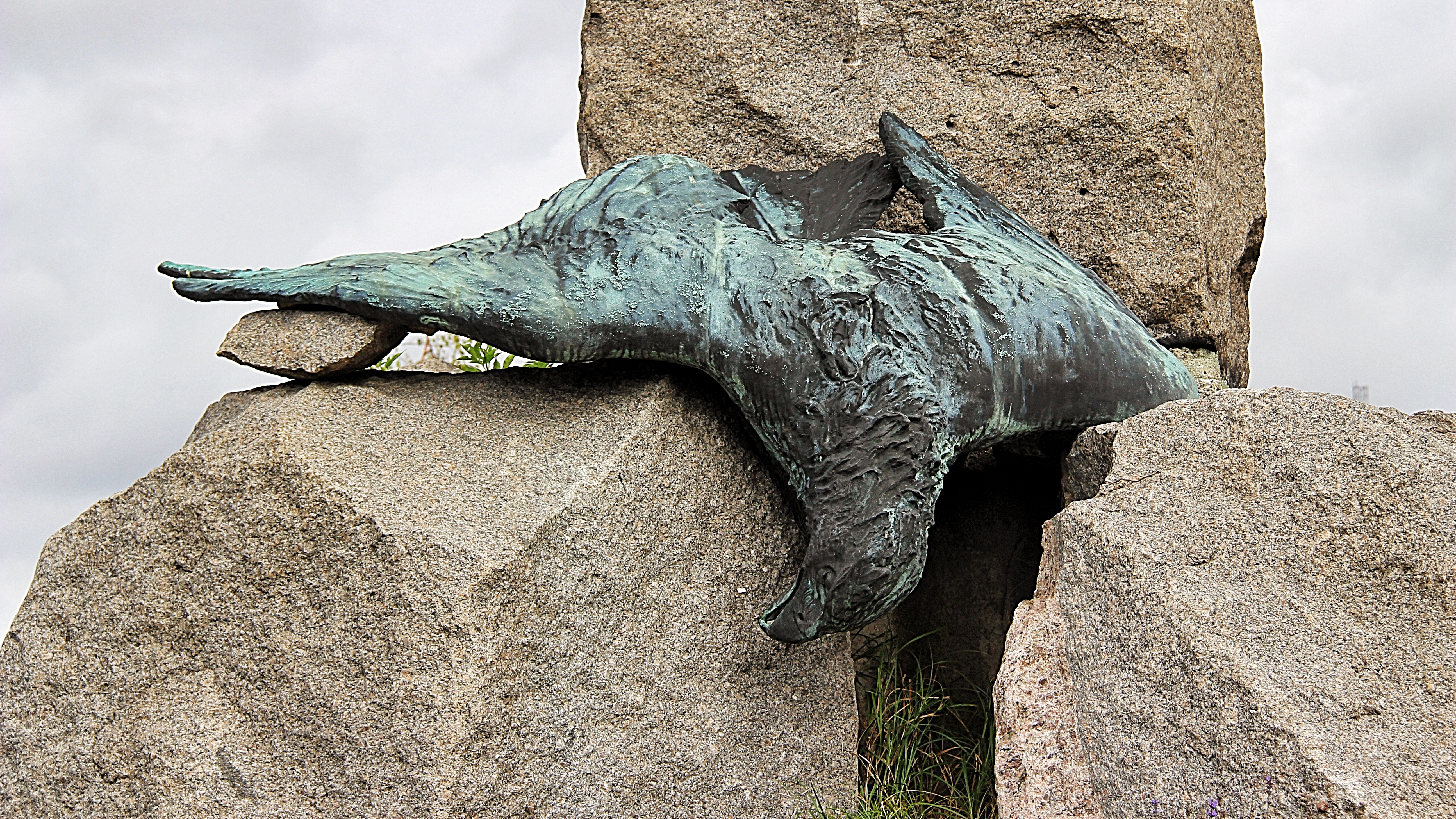
Fallen bronsörn
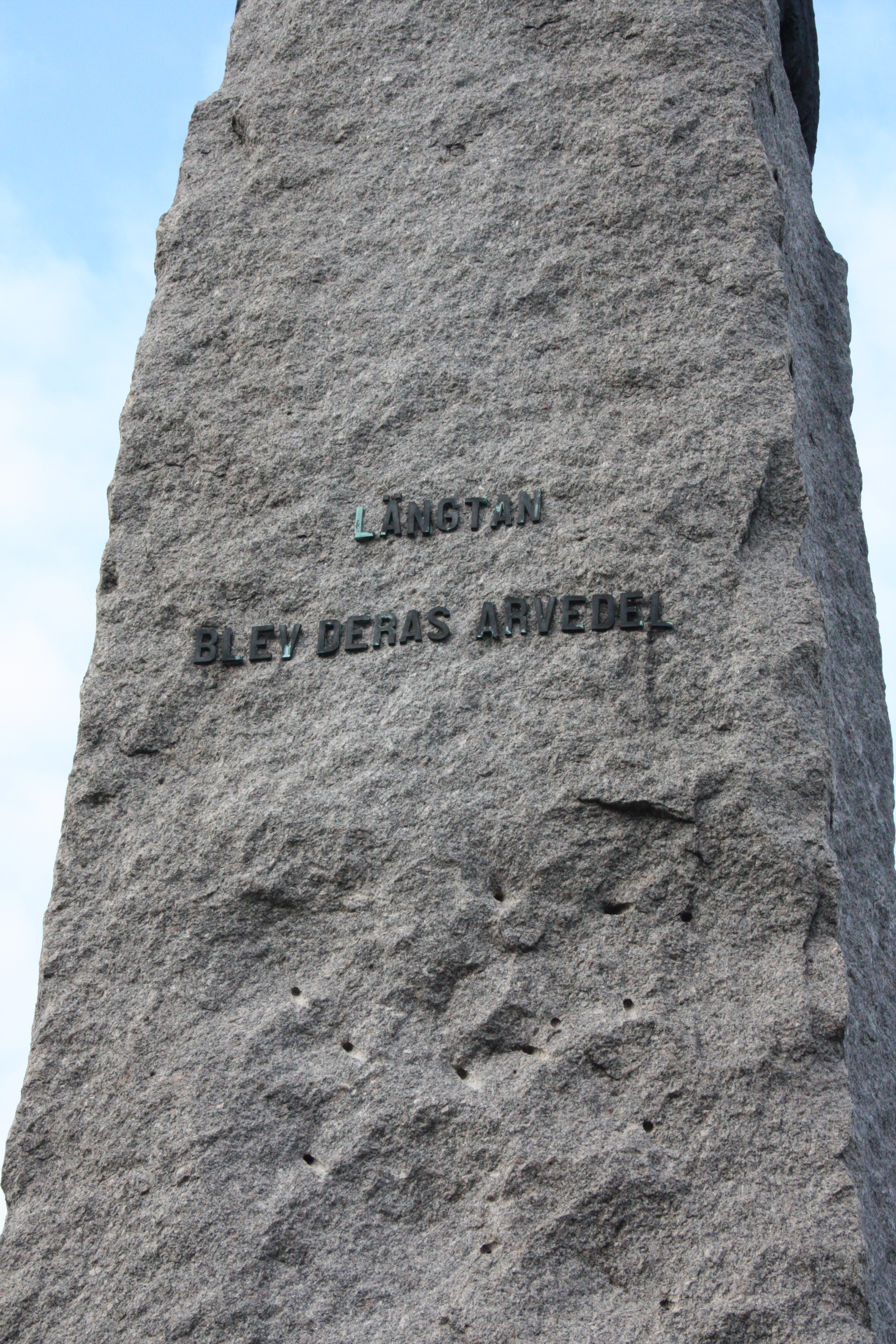
Inskriptioner
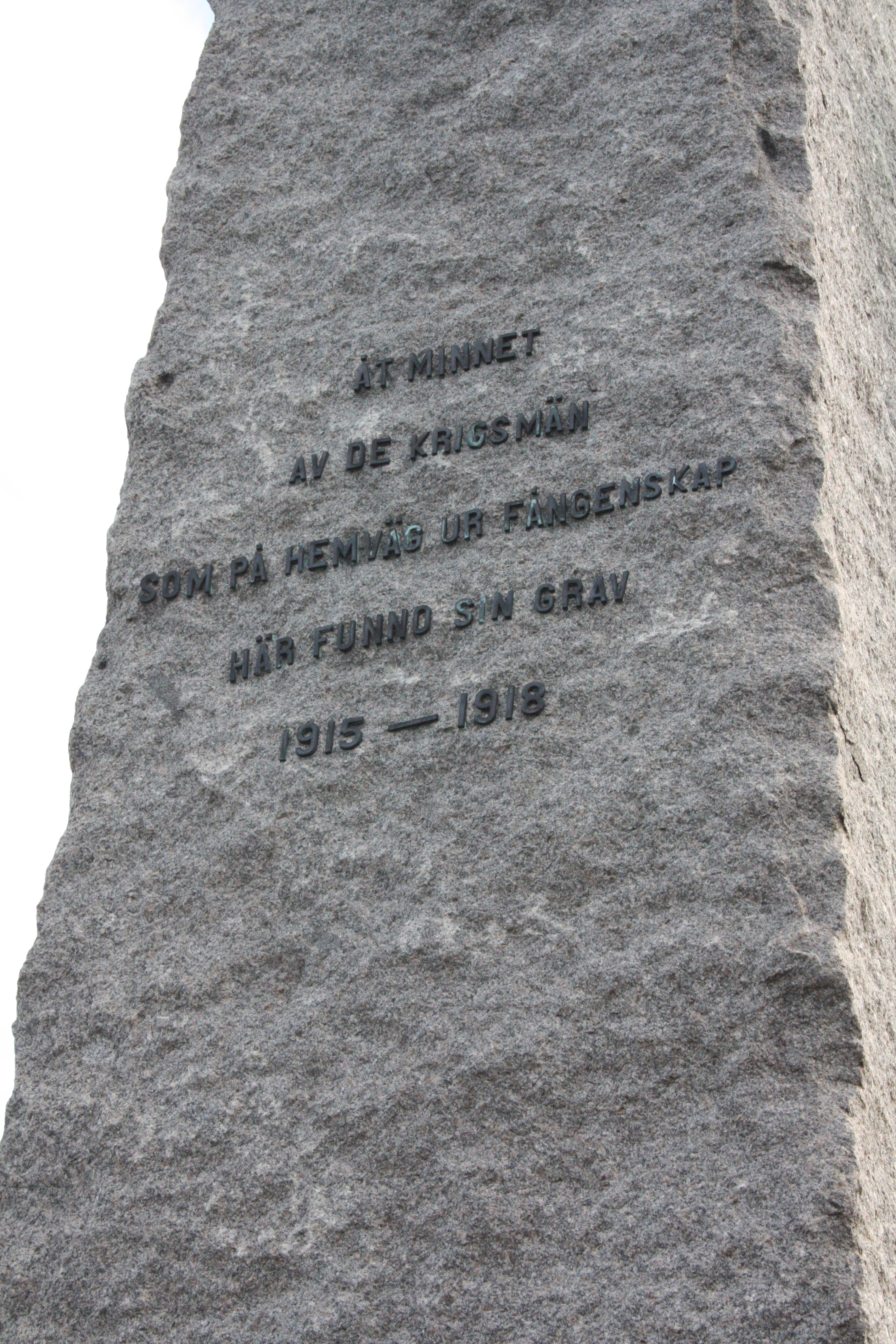
Inskriptioner